# Ronny Chieng
Ronny Xin Yi Chieng (錢信伊T, Qián XìnyīP; Johor Bahru, 21 novembre 1985) è un attore e comico malese.
Dal 2015 è corrispondente di The Daily Show su Comedy Central.

## Biografia

### Infanzia e istruzione
È nato a Johor Bahru, in Malaysia, in una famiglia cino-malese. Dal 1989 al 1994 è vissuto a Manchester, nel New Hampshire.
Dopo essere ritornato a Johor Bahru, ha frequentato la Fuchun Primary School nella vicina Singapore. Ha poi frequentato la Pioneer Secondary School e il Pioneer Junior College a Singapore. Successivamente ha frequentato l'Università di Melbourne in Australia, vivendo al Trinity College. Si è laureato nel 2009 con un Bachelor of Commerce in finanza e un Bachelor of Laws. Ha anche ottenuto un Diploma di laurea in pratica legale presso l'Università Nazionale Australiana nel 2012.

### Carriera
Chieng si è esibito con Trevor Noah nel 2013 in un festival della commedia a Melbourne. Due anni dopo gli fu proposto di fare un'audizione per il ruolo di corrispondente al Daily Show, condotto da Noah. Nel luglio 2016 è stato nominato come uno dei 10 comici da tenere d'occhio da Variety.
Nell'ottobre 2016 Chieng è apparso al The Daily Show per criticare un segmento di Jesse Watters su Fox News ritenuto da molti razzista. Ha visitato la Chinatown di New York, dove Watters aveva deriso i residenti, e ha condotto interviste più rispettose in mandarino e cantonese. Il video è diventato virale e ha ricevuto copertura sul Washington Post e su Slate.
Nel 2016 Chieng ha co-scritto e recitato nell'episodio pilota della sitcom Ronny Chieng: International Student, basata sulla sua esperienza di studente malese in Australia. È stato sviluppato in una serie per Comedy Central e ABC distribuita nel giugno 2017.
Nel 2018 ha esordito nel film americano Crazy Rich Asians, diretto da Jon M. Chu e interpretato da Constance Wu e Henry Golding. Nel 2019 Netflix ha pubblicato il suo speciale di stand-up Asian Comedian Destroys America!, in cui scherza sul consumismo, il razzismo e gli immigrati. Nell'aprile 2020 Chieng è stato scritturato nel film della Marvel Shang-Chi e la leggenda dei dieci anelli, film diretto da Destin Daniel Cretton.
Nel luglio 2021 è stato annunciato che Chieng co-scriverà una commedia sulle arti marziali per Sony con il suo collaboratore al The Daily Show Sebastian DiNatale.

### Vita privata
In gioventù Chieng è stato uno scout nautico di Singapore. Nonostante abbia vissuto in Australia per un decennio non ha la cittadinanza o lo status di residenza permanente in Australia. Chieng vive a New York City dal 2015. Il 9 settembre 2016 ha sposato la vietnamita-australiana Hannah Pham.

## Filmografia

### Film
- Crazy & Rich (Crazy Rich Asians), regia di Jon M. Chu (2018)
- Il drago dei desideri (Wish Dragon), regia di Chris Appelhans (2021)
- Bliss, regia di Mike Cahill (2021)
- Come se non ci fosse un domani - Long Story Short (Long Story Short), regia di Josh Lawson (2021)
- Trust, regia di Brian DeCubellis (2021)
- Godzilla vs. Kong, regia di Adam Wingard (2021)
- Shang-Chi e la leggenda dei Dieci Anelli (Shang-Chi and the Legend of the Ten Rings), regia di Destin Daniel Cretton (2021)
- Megan, regia di Gerard Johnstone (2023)
- Gli amici delle vacanze 2 (Vacation Friends 2), regia di Clay Tarver (2023)
- Unfrosted - Storia di uno snack americano (Unfrosted), regia di Jerry Seinfeld (2024)

### Televisione
- Problems – serie TV, 4 episodi (2012)
- Legally Brown – serie TV, 13 episodi (2013–14)
- It's a Date – serie TV, 2 episodi (2013–14)
- This is Littleton – serie TV, 4 episodi (2014)
- Comedy Showroom – serie TV, 1 episodio (2016)
- The Katering Show – serie TV, 1 episodio (2016)
- Ronny Chieng: studenti fuorisede (Ronny Chieng: International Student) – serie TV,  episodi (2017)
- Scissor Seven – serie TV, 20 episodi (2018–in corso)
- Asian Comedian Destroys America! – speciale stand-up (2019)
- Young Rock – serie TV, 6 episodi (2021-2022)
- Dottoressa Doogie (Doogie Kameāloha, M.D.) – serie TV, 17 episodi (2021-2023)
- Ten Year Old Tom – serie TV, 1 episodio (2021)
- La pazza storia del mondo, Parte II (History of the world, Part II) – serie TV, 3 episodi (2023)
- American Born Chinese – serie TV, 4 episodi (2023)

## Programmi televisivi
- Have You Been Paying Attention? (Network 10, 2013-2014)
- The Daily Show with Trevor Noah (Comedy Central, dal 2015)

## Riconoscimenti
- Melbourne International Comedy Festival
  - 2012 – Best Newcomer Award
  - 2014 – Directors' Choice Award

- Sydney Comedy Festival
  - 2013 – Candidatura al Best of the Fest [Local]
  - 2014 – Best of the Fest [Local]

- ARIA Music Awards
  - 2014 – Candidatura al Best Comedy Release per The Ron Way
  - 2015 – Candidatura al Best Comedy Release per Chieng Reaction

## Doppiatori italiani
Nelle versioni in italiano delle opere in cui ha recitato, Ronny Chieng è stato doppiato da:
- Gianluca Cortesi in Dottoressa Doogie, Gli amici delle vacanze 2
- Daniele Giuliani in Megan, La pazza storia del mondo, Parte II
- Alessandro Germano in Ronny Chieng: studenti fuorisede
- Fabrizio De Flaviis in Crazy & Rich
- Dimitri Winter in Bliss
- Fabio Gervasi in Come se non ci fosse un domani - Long Story Short
- Niccolò Guidi in Shang-Chi e la leggenda dei Dieci Anelli
- Daniele Raffaeli in American Born Chinese